# Elaeocarpus curranii
Elaeocarpus curranii är en tvåhjärtbladig växtart som beskrevs av Merrill. Elaeocarpus curranii ingår i släktet Elaeocarpus och familjen Elaeocarpaceae. Inga underarter finns listade i Catalogue of Life.